# Tulsa World
Tulsa World er den daglige avis for byen Tulsa i Oklahoma og er den næstmest udbredte cirkulerede avis i staten, efter The Oklahoman. Tulsa World er den primære avis for den nordøstlige og østlige del af Oklahoma. Den blev grundlagt i 1905 og er stadig en uafhængig avis og ejes og drives i gennem fire generationer af Lorton-familien fra Tulsa.
1. ↑  Navnet er anført på engelsk og stammer fra Wikidata hvor navnet endnu ikke findes på dansk.